# Medagliati olimpici nel windsurf
Elenco dei vincitori di medaglia olimpica nel windsurf.
Le classi che si sono avvicendate di edizione in edizione sono state, sia per gli uomini che per le donne:
- Windglider (1984);
- Division II (1988);
- Lechner A-390 (1992);
- Mistral (1996-2004);
- RS:X (2008-2020);
- IQFoil (2024-).

## Albo d'oro

### Maschile
| Edizione                                                 | Oro                                                      | Argento                                      | Bronzo                                       |
| -------------------------------------------------------- | -------------------------------------------------------- | -------------------------------------------- | -------------------------------------------- |
| Los Angeles 1984                                         | Stephan van den Berg                                     | Scott Steele                                 | Bruce Kendall                                |
| Seul 1988                                                | Bruce Kendall                                            | Jan Boersma                                  | Mike Gebhardt                                |
| Barcellona 1992                                          | Franck David                                             | Mike Gebhardt                                | Lars Kleppich                                |
| Atlanta 1996                                             | Nikolaos Kaklamanakīs                                    | Carlos Espínola                              | Gal Fridman                                  |
| Sydney 2000                                              | Christoph Sieber                                         | Carlos Espínola                              | Aaron McIntosh                               |
| Atene 2004                                               | Gal Fridman                                              | Nikolaos Kaklamanakīs                        | Nick Dempsey                                 |
| Pechino 2008                                             | Tom Ashley                                               | Julien Bontemps                              | Shahar Zubari                                |
| Londra 2012                                              | Dorian van Rijsselberghe                                 | Nick Dempsey                                 | Przemysław Miarczyński                       |
| Rio de Janeiro 2016                                      | Dorian van Rijsselberghe                                 | Nick Dempsey                                 | Pierre Le Coq                                |
| Tokyo 2020                                               | Kiran Badloe                                             | Thomas Goyard                                | Bi Kun                                       |
| Parigi 2024                                              | Tom Reuveny                                              | Grae Morris                                  | Luuc van Opzeeland                           |
| Atleta meglio premiato: Dorian van Rijsselberghe (2/0/0) | Atleta meglio premiato: Dorian van Rijsselberghe (2/0/0) | Nazione meglio premiata: Paesi Bassi (4/0/1) | Nazione meglio premiata: Paesi Bassi (4/0/1) |

### Femminile
| Edizione                                           | Oro                                                | Argento                               | Bronzo                                |
| -------------------------------------------------- | -------------------------------------------------- | ------------------------------------- | ------------------------------------- |
| Barcellona 1992                                    | Barbara Kendall                                    | Zhang Xiaodong                        | Dorien de Vries                       |
| Atlanta 1996                                       | Lee Lai-shan                                       | Barbara Kendall                       | Alessandra Sensini                    |
| Sydney 2000                                        | Alessandra Sensini                                 | Amelie Lux                            | Barbara Kendall                       |
| Atene 2004                                         | Faustine Merret                                    | Yin Jian                              | Alessandra Sensini                    |
| Pechino 2008                                       | Yin Jian                                           | Alessandra Sensini                    | Bryony Shaw                           |
| Londra 2012                                        | Marina Alabau                                      | Tuuli Petäjä                          | Zofia Klepacka                        |
| Rio de Janeiro 2016                                | Charline Picon                                     | Chen Peina                            | Stefanija Elfutina                    |
| Tokyo 2020                                         | Lu Yunxiu                                          | Charline Picon                        | Emma Wilson                           |
| Parigi 2024                                        | Marta Maggetti                                     | Sharon Kantor                         | Emma Wilson                           |
| Atleta meglio premiato: Alessandra Sensini (1/1/2) | Atleta meglio premiato: Alessandra Sensini (1/1/2) | Nazione meglio premiata: Cina (2/3/0) | Nazione meglio premiata: Cina (2/3/0) |